# Zosterops leucophaeus
El anteojitos plateado (Zosterops leucophoeus) es una especie de ave paseriforme de la familia Zosteropidae. Anteriormente se clasificaba en el género Speirops.

## Distribución geográfica
Es endémica de la isla de Príncipe. Sus hábitat natural son los bosques húmedos de tierras bajas, aunque también se encuentra en las plantaciones. Está amenazada por la deforestación de su hábitat.